# 魚沼中條站
魚沼中條站（日语：／ Uonuma-Nakajō eki */?）是位於新潟縣十日町市中條，東日本旅客鐵道（JR東日本）的飯山線車站。

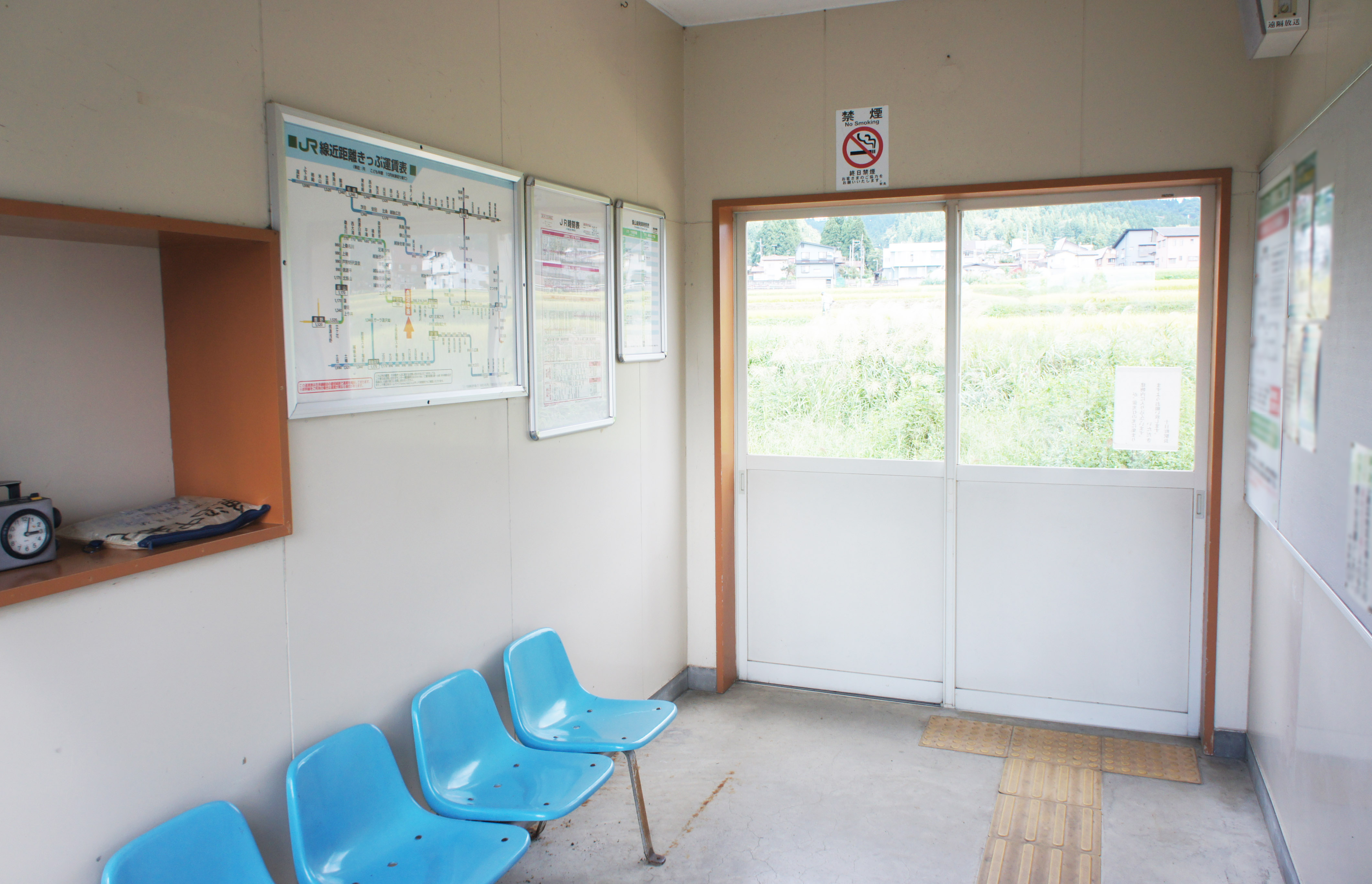
候車室內（2021年9月）

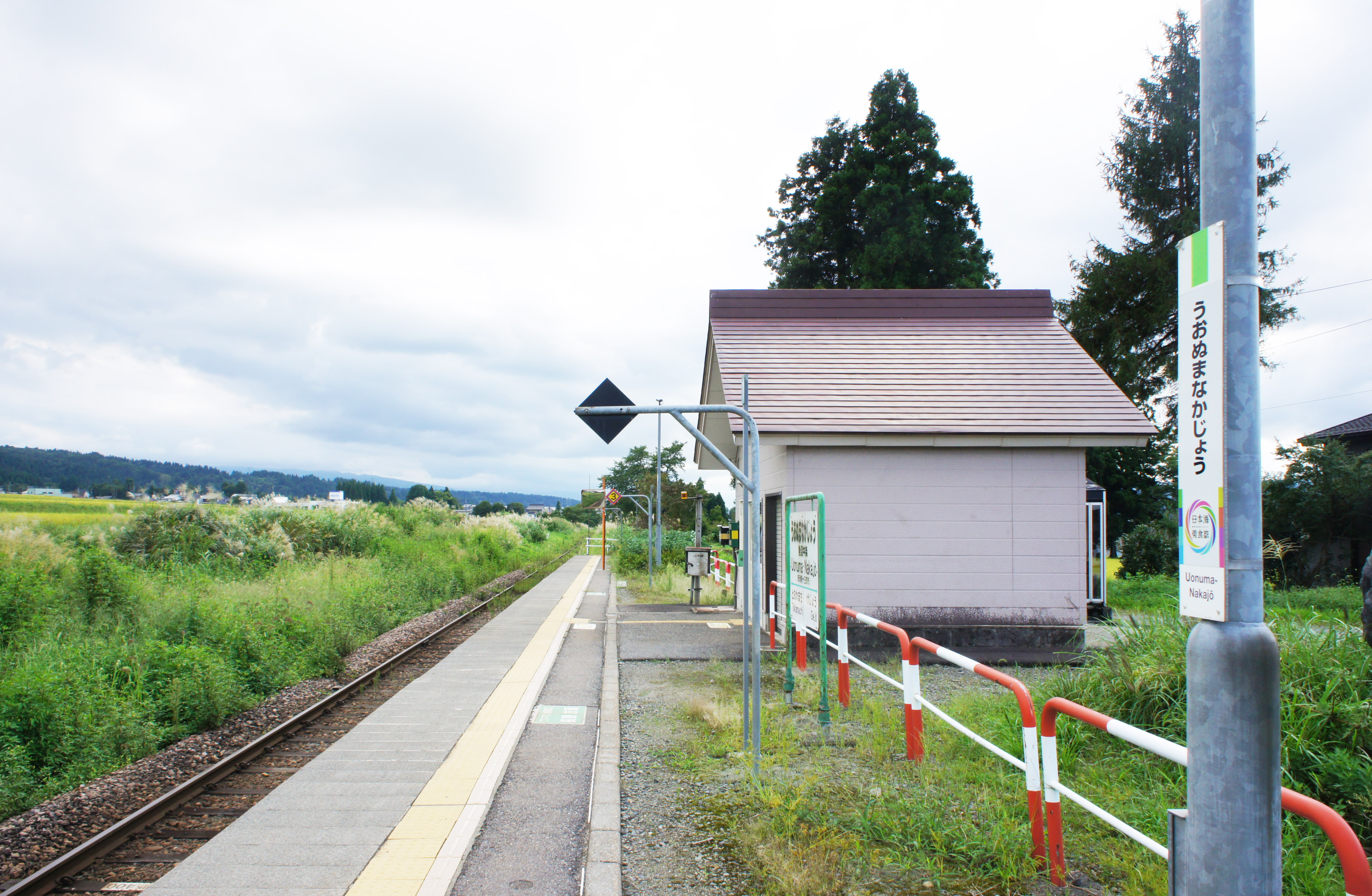
月台（2021年9月）

## 歷史
當於此站啟用時，新潟縣內已經設有中條站，因此此站名稱冠上了（舊國名為「越後」）「魚沼」。
- 1927年（昭和2年）11月15日：國鐵十日町線 越後岩澤至十日町之間開業，此站啟用[1]。
- 1944年（昭和19年）6月1日：隨著飯山鐵道國有化，十日町線改名為飯山線。
- 1970年（昭和45年）10月1日：成為簡易委託車站，委托者為當地旅行社[1]。
- 1978年（昭和53年）10月2日：成為無人車站[1]。
- 1987年（昭和62年）4月1日：伴隨國鐵分割民營化，車站由東日本旅客鐵道（JR東日本）營運。

## 車站構造
車站是一座地面車站，設有1面1線的單式月台。此站另外曾經設有2面2線的相對式月台。此站是由十日町站管理的無人車站。

## 車站周邊
- 國道117號（日语：国道117号）
- 魚沼中條郵局
- 十日町市營運動場
- 十日町市營笹山棒球場
- 十日町市立中條中學（日语：十日町市立中条中学校）

## 相鄰車站
東日本旅客鐵道（JR東日本）
■飯山線
十日町－魚沼中條－下條

## 注腳
1. 1 2 3 4 5 6 7 8 9 10 11  . 週刊朝日百科. 21号 新潟駅・弥彦駅・津南駅ほか. 朝日新聞出版. 2012-12-30: 27 （日语）.

## 外部連結
- 車站資訊（魚沼中條）：東日本旅客鐵道（日語）